# Державний академічний театр імені Є. Вахтангова
Держа́вний о́рдена Трудово́го Черво́ного Пра́пора академі́чний теа́тр і́мені Євге́на Вахта́нгова (рос. Государственный академический театр имени Евгения Вахтангова) — московський драматичний театр, заснований у 1921 році. Розташований в історичному центрі міста, на вулиці Арбат.

## Історія
Наприкінці 1913 року групою московських студентів була створена Студентська драматична студія, керувати заняттями якої погодився актор і режисер Художнього театру Євген Вахтангов. За відсутності власного приміщення репетиції проходили щоразу у новому місці. Дебютним став спектакль за п'єсою Бориса Зайцева «Садиба Ланіних».
Восени 1914 року Студія отримала власне приміщення — квартиру в Мансуровському провулку на Остроженці (відтоді стала називатись «Мансуровською»). Тут було обладнано крихітну сцену, глядацьку залу на 35 місць та гуртожиток для студійців.
13 вересня 1920 року Студія Є. Б. Вахтангова увійшла до складу МХТ, як його 3-я студія. Тоді ж Студія переїхала до відремонтованого будинку Берга на Арбаті, де знаходиться і нині. Днем народження театру вважається 13 листопада 1921 року, коли відбулась прем'єра спектаклю «Дива святого Антонія» Моріса Метерлінка у постановці Євгена Вахтангова.
З початком німецько-радянської війни під час одного з перших бомбардувань Москви у будівлю театру потрапила бомба. Будівля виявилась зруйнованою, декорації — знищеними, загинули люди, серед яких і один з найкращих акторів театру — Василь Куза. Театр вирішено евакуювати до Омська, де з листопада 1941 по серпень 1943 року чотири рази на тиждень йшли спектаклі на сцені Омського театру. Одночасно бригада «вахтангівців» вирушила на фронт і, пройшовши з радянськими військами до Берліна, повернулась у театр у червні 1945 року.
Починаючи з 2008 року у театрі щорічно планомірно проводиться переобладнання сценічного оснащення, внаслідок чого світловий і звуковий комплекси Великої сцени театру нині — одні з найкращих у Росії. Влітку 2011 року був проведений ремонт глядацької зали театру. На третьому поверсі будівлі облаштовано Малу залу, де йде постановка спектаклів камерної форми й спектаклів-експериментів. Ведеться будівництво зали-трансформера на 250 місць.

## Художні керівники
- Вахтангов Євген Багратіонович (1913—1922)
- Художня рада (1922—1939)
- Симонов Рубен Миколайович (1939—1968)
- Симонов Євген Рубенович (1969—1987)
- Ульянов Михайло Олександрович (1987—2007)
- Тумінас Римас Володимирович (2007—2022)